# 장동면
장동면(長東面)은 대한민국 전라남도 장흥군의 면이다. 면적은 44.84km2이고, 인구는 2009년 12월 31일을 기준으로  694세대 1,300명이다.

## 행정 구역
- 만년리(萬年里)
- 반산리(盤山里)
- 배산리(盃山里)
- 봉동리(鳳洞里)
- 북교리(北橋里)
- 용곡리(龍谷里)
- 조양리(朝陽里)
- 하산리(霞山里)